# Shinji Ōtsuka
Shinji Ōtsuka (jap. 大塚 真司 Ōtsuka Shinji; * 29. Dezember 1975 in Chiba) ist ein ehemaliger japanischer Fußballspieler.

## Vereinskarriere
Shinji Ōtsuka begann das Fußballspielen in der Fußballmannschaft der Narashino Highschool. Seinen ersten Profivertrag unterschrieb er 1994 bei JEF United Ichihara Chiba. Dort wurde er nur sehr sporadisch eingesetzt, weshalb er
1997 zu Kawasaki Frontale wechselte. Mit diesem Verein stieg er in der  Saison 1999 in die J1 League auf. Nach einem Jahr in dieser Liga wechselte er zu Ōmiya Ardija in die J2 League, wo er für drei Saisons aktiv war. Im Anschluss an dieses Engagement schloss er sich Montedio Yamagata an und wechselte nach zwei Jahren zu Consadole Sapporo, wo er in seiner letzten Saison erneut in der höchsten japanischen Spielklasse zum Einsatz kam. Nach der Saison 2008 beendete Ōtsuka seine Karriere.

## Trainerlaufbahn
Nach seinem Karriereende trat Shinji Ōtsuka eine Stelle als Co-Trainer der U-18 bei Omiya Ardija an. In diesem Verein verblieb er, in wechselnden Positionen, bis 2022. Von 2016 bis 2018 war er als Cheftrainer von Omiya U-18 tätig. Zu Beginn der Saison 2022 wurde Ōtsuka als Co-Trainer bei Ventforet Kofu angestellt.

## Nationalmannschaft
Mit der japanischen U-20-Nationalmannschaft qualifizierte er sich für die Junioren-Fußballweltmeisterschaft 1995. Dort wurde er in keinem Spiel eingesetzt.